# Райз, Товье Хаймович
Товье Хаймович Райз (7 мая 1920 — 21 апреля 1982) — советский военнослужащий, участник Великой Отечественной войны, гвардии сержант, командир отделения. Закрыл своим телом амбразуру немецкого ДЗОТа, остался жив.

## Биография
Родился 7 мая 1920 года в г. Кременец Тернопольской области. Еврей. Член ВЛКСМ.
В годы Великой Отечественной войны служил в составе 45-го гвардейского стрелкового полка 17 гвардейской стрелковой дивизии. Был комсоргом роты.
После войны окончил институт. Работал экономистом в системе министерства здравоохранения СССР.
Умер в Москве 21 апреля 1982 года. Похоронен на Востряковском кладбище на еврейском участке. Участок № 1161.

## Семья
Был женат на Фире Абрамовне Райз. Имел двух сыновей.

### Подвиг
17 октября 1944 г. в ходе боя в районе г. Гумбиннен (ныне г. Гусев Калининградской области) закрыл своим телом амбразуру немецкой огневой точки, обеспечив успешное продвижение батальона. Получил 18 пулевых ранений в грудь и правую руку, но выжил. Об этом подвиге была опубликована статья в армейской газете.
В книге историка Т. В. Бортаковского «Остаться в живых! Неизвестные страницы Великой Отечественной» написано следующее:
В наградном листе на Раиз Товия Хаимовича, 1920 г. р., гвардии сержанта, командира отделения 45-го гвардейского стрелкового полка 17-й гвардейской стрелковой дивизии сказано:

«В бою 17.10.44 года при переходе государственной границы по реке Шервинта в районе д. ГОБЕРЕШКИН Восточной Пруссии тов. РАИЗ со своим отделением, показывая пример остальным, первым из батальона форсировал реку и, преодолевая 3 линии укрепленной обороны противника, ворвался на высоту 41,5. В бою 18.10.44 года за высоту 41,3 Восточной Пруссии тов. РАИЗ, преодолевая огневые сопротивления противника пополз на уничтожение фашистского ДОТа, который фланкирующим огнем не давал возможности продвигаться вперед. Где тов. РАИЗ гранатой уничтожил пулеметную точку противника. В этом бою был ранен и эвакуирован с поля боя.»

Приказом № 095 от 4 апреля 1945 года по 17-й гвардейской стрелковой дивизии за образцовое выполнение боевых заданий Командования на фронте борьбы с немецкими захватчиками и проявленные при этом доблесть и мужество гвардии сержант Райз Товье Хаймович был награждён орденом Славы 3-й степени.

## Награды
- Орден Славы III степени (04.04.1945)
- Медаль «За отвагу»